# Modelo lineal sin umbral
El modelo lineal sin umbral, modelo LSU, o MLSU (en inglés LNTM o simplemente LNT) es un modelo científico del daño causado por la radiación ionizante, en particular del aumento de riesgo de cáncer.
El modelo, que utiliza los efectos producidos en los supervivientes de Hiroshima y Nagasaki debido a la falta de otros datos, asume que la respuesta biológica a la exposición es lineal, y que la misma relación lineal continúa dándose con dosis muy bajas. Además asume que no existe un umbral de exposición a partir del cual comienzan los efectos.
De esta manera, si se calcula que una dosis dada de radiación produce un caso extra de un tipo definido de cáncer por cada mil personas expuestas, el MLSU predice que una milésima de esa dosis causará un caso extra del mismo tipo de cáncer por cada millón de personas expuestas, y que una millonésima de la dosis original produciría un caso extra de ese tipo de cáncer por cada mil millones de personas expuestas.
Este modelo lineal fue adoptado por el organismo internacional compuesto por los expertos de mayor renombre en el campo, ICRP, por consenso como herramienta para la protección radiológica de forma que fuera sencillo calcular límites de dosis a las personas.

## Ventajas del modelo
El modelo presenta ventajas respecto a otros para su uso en la protección frente a las radiaciones ionizantes.
Por ejemplo, asumir otro modelo que no fuera lineal implicaría bien no proteger adecuadamente al público o por el contrario sobreprotegerlo, sin tener una base científica suficiente. Del mismo modo, admitir que el modelo pudiera tener un umbral por debajo del cual no se producirían efectos, sin datos científicos, podría implicar que las personas no estuviesen suficientemente protegidas.
Hoy en día no existen evidencias suficientes que permitan variar este modelo, ni en un sentido ni en el opuesto.
Otra de sus ventajas es que este modelo permite operar de forma sencilla, sumando o restando las dosis recibidas para el cálculo de la probabilidad total.
El modelo ha sido aceptado por organismos como el UNSCEAR, el Consejo Nacional para la Protección Radiológica del Reino Unido (NRPB, actualmente HPA) o el BEIR. Sin embargo el último informe de este organismo americano, el BEIR VII, aconseja no utilizar este modelo para la estimación de cánceres radioinducidos en dosis inferiores a los 100 mSv, y usarlo únicamente como comparación con los límites de protección.
El Consejo Nacional para las Medidas y Protección contra la radiación, una entidad creada por el Congreso de los EE. UU., publicó un informe que apoya el modelo. Este informe rechaza casi todas las investigaciones que defienden el efecto de la hormesis.
Otros organismos internacionales (ICRP, OIEA, NEA, UNSCEAR, etc.) también adoptaron el uso del MLSU.

## Problemas con el modelo
Este modelo utiliza datos epidemiológicos procedentes de los ataques con armas atómicas en Hiroshima y Nagasaki, único suceso en el que se produjo una irradiación de un número elevado de personas y tras el cual ha transcurrido un lapso de tiempo suficiente (se produjo en 1945) como para poder estudiar los efectos de las radiaciones, en particular las enfermedades producidas y la muerte de los afectados.
Otros grupos sobre los que se están desarrollando estudios epidemiológicos son los mineros de las minas de uranio, y los afectados por el accidente de Chernobyl. Sin embargo en ambos grupos el tiempo transcurrido ha sido demasiado corto como para conseguir suficientes datos. En un futuro serán incorporados los resultados a los modelos utilizados en protección radiológica, siendo muy importante este punto, ya que estos grupos recibieron dosis muy inferiores a los de los ataques de la Segunda Guerra Mundial.
Un problema básico del modelo es la población del grupo estudiado. Evidentemente, al producirse los ataques en Hiroshima y Nagasaki, prácticamente todos los hombres adultos habían sido enviados a la guerra, con lo cual el grupo de supervivientes está formado en su mayoría por ancianos, niños y mujeres. La representatividad de este grupo por tanto puede ser discutida. Por ejemplo, los niños y mujeres podrían ser más resistentes a las enfermedades producidas que los hombres adultos.
También es un inconveniente el hecho de que el grupo de estudio se limite a un grupo étnico determinado (asiático), del que se obtienen los datos. La hipótesis de que todos los grupos étnicos poseen la misma respuesta a las enfermedades es discutible.
Otro problema fundamental es la obtención de datos. La enfermedad básica sobre la que se obtuvieron datos fue el cáncer. En los países desarrollados aproximadamente un 20% de la población fallece por esa causa (entre otros motivos debido a la desaparición de otras enfermedades mortales en estos países). Si el incremento en los casos de cáncer producido por un solo agresivo (en este caso las radiaciones ionizantes) es muy pequeño, es imposible discriminar si ese agresivo fue el causante. Por este motivo se necesitan exposiciones altas en el grupo estudiado, de forma que el efecto (incremento en el número de cánceres) sea suficientemente alto como para que pueda ser distinguido del número total.

## Modelos alternativos al MLSU
- Algunos estudios[6] consideran el MLSU conservador (o simplemente erróneo) para predecir el efecto de dosis bajas de radiación. Estos aseguran que no hay evidencia que sostenga la suposición de que no existe un umbral.

- Otros [cita requerida] aducen que el modelo real no debería ser lineal. De hecho es conocido que el cáncer de tiroides presenta un comportamiento cuadrático con la dosis, y no lineal.

- Otros aún defienden la hormesis según la cual dosis muy pequeñas de radiación podrían tener incluso efectos positivos.[7][8]

- Otros estudios critican el MLSU en el sentido contrario, afirmando que los efectos a dosis bajas de radiación son mayores de lo que asegura el modelo.[9][10] La Agencia Internacional para la Investigación del Cáncer ha publicado un estudio que muestra que dosis bajas de radiación son peligrosas.[11]